# Toio
toio（トイオ）とはソニー・インタラクティブエンタテインメントが展開する知育玩具。

## 概要
本体に各タイトルのカートリッジを差し込んでからコアキューブに動き方をプログラミングすることで作動する。プログラム言語を習得していなくてもPCの画面上でブロックの駒を並べることでプログラムできる。3軸加速度・3軸ジャイロを搭載しておりにキューブの三次元的な姿勢や動きだけでなく、外からの刺激による様々なイベントを検出できる。